# Ernst Ander
Ernst Tyko Ander, född 22 mars 1878 i Örebro, död 27 september 1939 i Karlstads församling i Värmlands län, var en svensk tidningsman. 
Ander ledde Nya Wermlands-Tidningen 1914–1939 och gjorde den under sin ledning till den ekonomiskt ledande tidningen i Värmland, bland annat genom att 1917 öka utgivningen från tre till sex nummer per vecka.
Ernst Ander var son till färgaregesällen Tyko Valfrid Andersson och Gustava Petersdotter. Han gifte sig 1910 med Anna Gustafsson (1881–1970). Han var far till Gustaf Ander. Makarna Ander är begravda på Ruds kyrkogård i Karlstad.